# Dysstroma tysfjordensis
Dysstroma tysfjordensis är en fjärilsart som beskrevs av Strand sensu Prout 1914. Dysstroma tysfjordensis ingår i släktet Dysstroma och familjen mätare. Inga underarter finns listade i Catalogue of Life.